# Olympische Jugend-Sommerspiele 2014/Teilnehmer (São Tomé und Príncipe)
| Gelbes Symbol für Goldmedaillen mit stilisierten Olympischen Ringen | Graues Symbol für Silbermedaillen mit stilisierten Olympischen Ringen | Braundes Symbol für Bronzemedaillen mit stilisierten Olympischen Ringen |
| ------------------------------------------------------------------- | --------------------------------------------------------------------- | ----------------------------------------------------------------------- |
| —                                                                   | —                                                                     | —                                                                       |

Die Jugend-Olympiamannschaft aus São Tomé und Príncipe für die II. Olympischen Jugend-Sommerspiele vom 16. bis 28. August 2014 in Nanjing (Volksrepublik China) bestand aus vier Athleten.

## Athleten nach Sportarten

### Beachvolleyball
Jungen
- Aloisio De Sousa
- Alex Quaresma Marques
Gruppenphase

### Kanu
Mädchen
- Adalzira Torres
Kajak-Einer Sprint: 9. Platz
Kajak-Einer Slalom: 17. Platz

### Leichtathletik
Mädchen
- Albenzinia Soares
400 m: 18. Platz
8 × 100 m Mixed: 60. Platz